# Militärflugplatz Prešov

i7
i11
i13
Der Militärflugplatz Prešov, slow. Letecká základňa Prešov, ist ein Militärflugplatz der Luftstreitkräfte der Slowakischen Republik, Veliteľstvo vzdušných síl OS SR (VVzS). Er liegt zirka 6 km nordöstlich der Stadt Prešov im Osten des Landes. Er ist der Stützpunkt der slowakischen Hubschrauberflotte.

## Geschichte
Bis zur Auflösung der Tschechoslowakei diente die Basis den Streitkräften der ČSSR lediglich als Reserveplatz. Nach der Teilung des Landes wurde er die Basis der slowakischen Drehflügler. Sie wurde anfangs als 4 Vrtulníkový Pluk und ab Ende 1995 als 34 Vrtulníkové Krídlo (34 VrK) bezeichnet. Hier waren zwei Kampfhubschrauber-, ausgerüstet mit Mi-24, und zwei Transporthubschrauberstaffeln, die die Mi-2 und Mi-17M/Mi-17LZPS einsetzten, stationiert. Im Herbst 2001 wurde die Basis in 3 Letecká základňa umbenannt. Später erhielt sie die heutige Bezeichnung. Während die Mi-24 ersatzlos außer Dienst gestellt wurden, wurden die Mi-17M Transporthubschrauber durch UH-60M ersetzt, deren erste Exemplare 2017 eintrafen.

## Militärische Nutzung
Die Basis ist (Stand 2025) Heimat der slowakischen Hubschrauberflotte, die dem 51. Geschwader "Presov", 51. Krídlo "Presov" „Jána Ambruša“ mit zwei fliegenden Staffeln unterstellt ist. Der Verband ist ein Traditionsverband in Gedenken an Ján Ambruš, der als tschechoslowakischer Jagdflieger während des Zweiten Weltkriegs u. a. die (ts 4 Acchechoslowakische) 312. Staffel der RAF befehligte.
- 1. Vrtul'niková letka, Transportstaffel, ausgerüstet mit UH-60M
- 2. letka LZPS a výcviku, Schul- und SAR-Staffel, ausgerüstet mit Mi-17LZPS
- Auch die geplanten weiteren UH-60 werden hier mutmaßlich stationiert[1]

Hinzu kommen die nichtfliegenden Unterstützungseinheiten des Geschwaders.